# Systèmes de prise de décision
 (juillet 2025).
Motif : En l'état, c'est un TI. Admissibilité à démontrer. Aucune source pertinente identifiable.
- Archive Wikiwix
- Bing
- Cairn
- DuckDuckGo
- E. Universalis
- Gallica
- Google
- G. Books
- G. News
- G. Scholar
- Persée
- Qwant
- (zh) Baidu
- (ru) Yandex
- (wd) trouver des œuvres sur Wikidata

| 1. | Préciser le motif de la pose du bandeau. | Précisez le motif de la pose du bandeau en utilisant la syntaxe suivante : {{admissibilité à vérifier\|date=juillet 2025\|motif=remplacez ce texte par le motif}}                                  |
| 2. | Informer les utilisateurs concernés.     | Pensez à avertir le créateur de l'article, par exemple, en insérant le code ci-dessous sur sa page de discussion : {{subst:avertissement admissibilité à vérifier\|Systèmes de prise de décision}} |

 (juillet 2025).
- Si vous ne connaissez pas le sujet, laissez ce bandeau (vous pouvez alors contacter les auteurs).
- Si vous supprimez le contenu mis en cause (vous pouvez préalablement contacter les auteurs),

argumentez précisément cette suppression dans la page de discussion
(un manque de référence n'est pas un argument ; une recherche réelle de référence doit avoir été effectuée, être formellement documentée).
Les responsables politiques ont besoin d'utiliser des systèmes de prise de décision applicables à un collectif; de même, chaque individu s'invente aussi de tels systèmes pour lui-même.

## Considérations générales
Pour prendre une décision, il faut réunir de multiples conditions[réf. souhaitée]:
- préciser la nature de la décision, sa portée. Il peut s'agir d'une décision simple (une nomination, un référendum par oui ou non) ou d'un ensemble plus ou moins cohérent de décisions liées (par exemple : une politique et ceux qui la mettront en œuvre, déclaration de guerre et nomination d'un général en chef, etc.).
- déterminer l'ensemble de la procédure avant (accès à l'espace public et médiatique, connaissances suffisantes en général et en particulier sur le sujet soumis à décision pour que les participants puissent se déterminer en connaissance de cause, etc.), pendant (opérations électorales), et après le vote (conséquences et traitement des irrégularités, mise en application). Trois éléments importants de la procédure doivent être distingués : 
  - désigner les options admissibles, qui peuvent être soumises au processus (choix à l'entrée) ou qui peuvent en sortir (conditions de sortie). Si la procédure le prévoit, elle peut permettre l'évolution des options, la décision finale n'étant pas nécessairement une des options initiales. Les options dépendent du type de décision : pour les personnes, on parle de candidats qui devront être éligibles.
  - désigner les participants. Les conditions qu'ils doivent remplir peuvent être de toutes sortes : âge, nationalité, résidence (circonscriptions électorales), qualité, condition de richesse ou de revenu, etc. et peuvent même varier selon le sujet. De surcroit, il arrive que la procédure prévoie des évolutions.
  - fixer le passage des préférences des participants à la décision finale. C'est là qu'intervient le système de vote.

Selon les modalités adoptées, on classe chaque système dans un régime politique. On notera en particulier que :
- l'état de droit impose à la procédure d'être entièrement fixée à l'avance, sans possibilité de modification en cours de procédure.
- le mode de désignation des participants est un élément important. Certains régimes affichent des exigences fortes, d'autres des exigences faibles, mais tous les régimes fixent des conditions. Il arrive qu'on puisse être éligible sans être électeur, et inversement.

## Systèmes deprise de décision
- la dictature est le plus simple : il n'y a qu'un individu qui compte, il fait ce qu'il veut comme il veut. En pratique, la dictature est rarement absolue, ne serait-ce que pour des raisons pratiques qui imposent au dictateur d'avoir des collaborateurs avec un peu d'autonomie. La dictature réelle est un système complexe.
- le consensus est assez simple, tout le monde doit donner son assentiment. Mais il y a généralement des considérations connexes (des pressions indirectes) qui obligent les participants à se satisfaire du résultat.
- le vote qui tient compte des différentes préférences, pour aboutir à une décision qui ne satisfait pas forcément tout le monde. Ses aspects principaux sont développés séparément :
  - système de vote, pour la transformation des préférences des participants en décision collective, le corps électoral et les options étant déterminés.
  - corps électoral, pour les participants et leur désignation.
  - procédure électorale, pour les règles que doivent suivre la mise en œuvre pratique d'un vote
  - vote quadratique, où l'on attribue des votes pour exprimer le degré de ses préférences, plutôt que simplement la direction de ses préférences
- le système représentatif, où un nombre restreint de personnes (nommées par vote ou non) décide pour l'ensemble des autres.
- le marché est un système plus général que le vote, autrement dit le vote est un marché particulier, avec plus de conditions (monnaie à usage unique, pouvoir de proposition limité).
- le fédéralisme où les décisions se prennent par groupes affinitaires perpétuellement modulables.
- l'aléatoire, la décision est tirée au sort parmi une liste de propositions.
- des systèmes mixtes, les plus fréquents : une quantité infinie de systèmes, exploitant plusieurs types de procédures élémentaires, emboitées de façon complexe. Par exemple : désignation par consensus d'individus chargés de faire des propositions à un corps intermédiaire élu qui les négocie et donc les modifie avant que le résultat soit soumis à ratification s'il passe la validation d'un organe ayant droit de veto.

À noter : 
- le compromis n'est pas un système de prise de décision, c'est un résultat obtenu, différent des options initiales, et sur lequel les participants s'accordent à dire qu'il fait une synthèse acceptable (quoique pas nécessairement satisfaisante).